# 미모미역
미모미역(일본어: 実籾駅)은 일본 지바현 나라시노시에 있는 게이세이 본선의 역으로, 역번호는 KS28이다.

## 역 구조
상대식 승강장 2면 2선의 지상역이고 교상역사를 갖는다. (야치요다이 역 관리.)
개찰은 천장이 높고 개방감이 느껴지게 조성되어 있다.
2011년에 지상과 개찰구 층을 연결하는 엘리베이터를 북문과 남문에 각 1개씩, 개찰구 층으로 각 승강장을 연결하는 엘리베이터를 각 1개씩 설치했다.
교상역사화 전까지는 역 동쪽에 별도의 개표가 있는 구내 건널목도 있었다. 당시 하행 승강장 측의 매표소는 교상역화 이전까지, 상행 승강장 개찰구 부근에 매점이 있었다.

### 승강장
| 1 | 게이세이 본선 | 닛포리・게이세이우에노・오시아게・ 도영 아사쿠사 선・ 게이큐 선 방면 |
| 2 | 게이세이 본선 | 야치요다이 ・ 게이세이사쿠라 ・ 나리타 공항                          |

- 위 표의 노선명은 나리타 공항선 개업 후 여객안내의 명칭에 근거한다.

## 이용 현황
| 승차 인원 추이 | 승차 인원 추이     | 승차 인원 추이     |
| 연도           | 1일 평균 하차 인원 | 1일 평균 승차 인원 |
| -------------- | ------------------ | ------------------ |
| 1998년         |                    | 10,380             |
| 1999년         |                    | 10,413             |
| 2000년         |                    | 10,382             |
| 2001년         |                    | 10,331             |
| 2002년         |                    | 10,259             |
| 2003년         | 20,490             | 10,255             |
| 2004년         | 20,804             | 10,317             |
| 2005년         | 20,815             | 10,329             |
| 2006년         | 21,007             | 10,436             |
| 2007년         | 21,086             | 10,525             |
| 2008년         | 21,666             | 10,821             |
| 2009년         | 22,082             | 11,038             |
| 2010년         | 22,541             | 11,274             |
| 2011년         | 22,802             | 11,409             |
| 2012년         | 22,928             |                    |
| 2013년         | 23,366             |                    |
| 2014년         | 23,321             |                    |
| 2015년         | 23,768             |                    |

## 역 주변
역 남측은 2006년에 도로 확장 공사가 완료되고부터 역 북측은 재개발이 되고 남북 출구는 동시에 로터리가 정비되었다. 갓길에는 개인 상점이 있다.
야치요다이 역 측의 건널목에서 지바 현도 57호 지바가마가야마쓰도 선과 교차하고 있다.
- 니혼 대학 생산공학부 미모미 교사
- 나라시노 시립 나라시노 고등학교
- 지바 현립 미모미 고등학교
- 나라시노 시 히가시 소방서
- 미모미 파출소
- 나라시노 시립 히가시나라시노 도서관
- 나라시노 시 히가시나라시노 초등학교
- 나라시노 미모미 우체국
- 미모미혼고 공원

## 역사
- 1926년 12월 9일: 영업 개시.
- 1996년 3월 6일: 교상역사 완성.
- 2014년 8월 5일: 개찰구 앞 매점이 훼미리마트로 개장.

## 사진

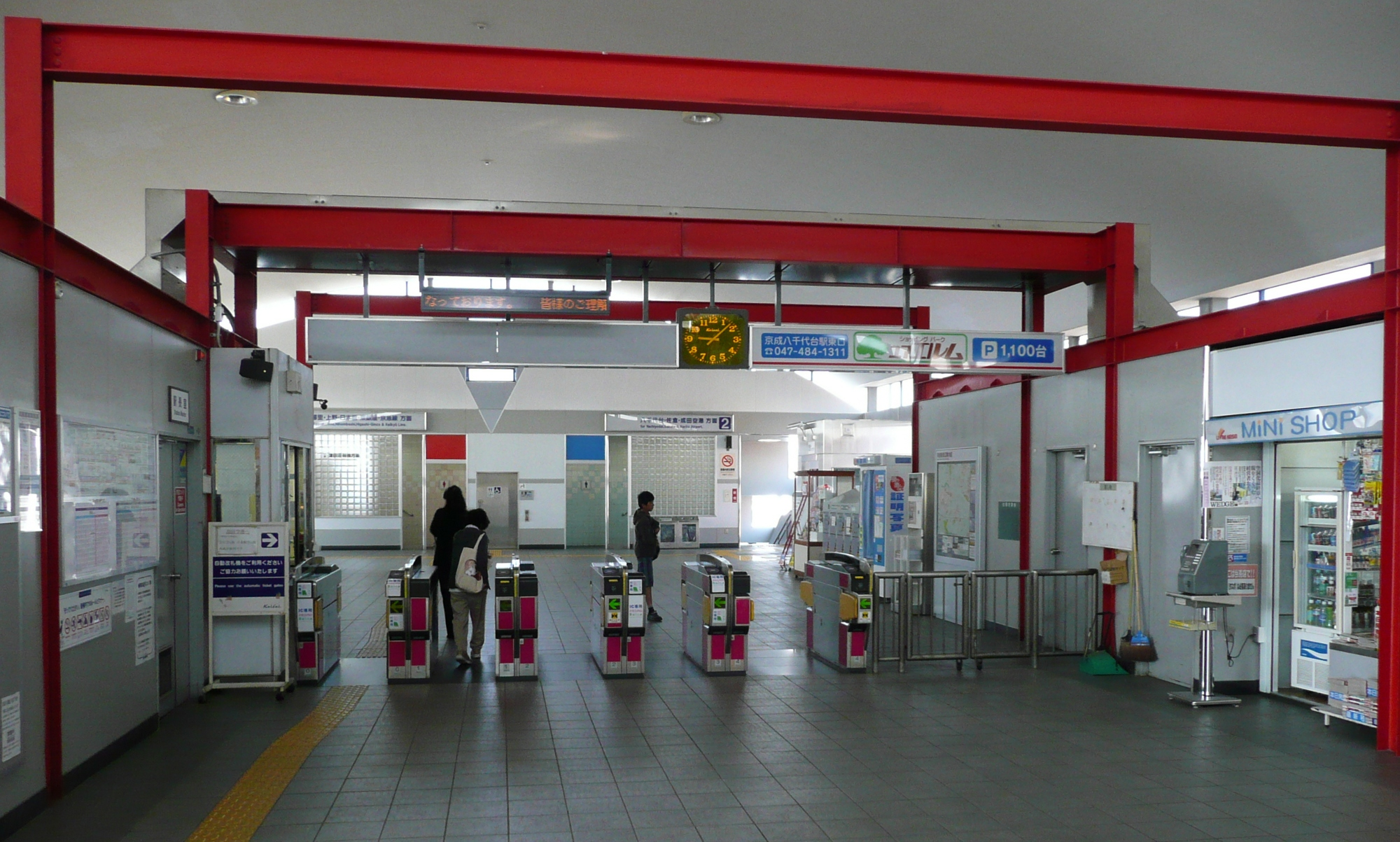
개찰구

## 인접역
| 게이세이 전철 본선                      | 게이세이 전철 본선 | 게이세이 전철 본선               |
| --------------------------------------- | ------------------ | -------------------------------- |
| KS27 게이세이오쿠보 게이세이우에노 방면 | ■ 쾌속 ・ ■ 보통   | 야치요다이 KS29 나리타 공항 방면 |